# NK Bobovac Nević Polje
NK Bobovac je bosanskohercegovački nogometni klub iz Nević Polja kod Novog Travnika.

## Povijest
Klub je 18. svibnja 2008. kao Kraljevski nogometni klub Bobovac godine u Novom Travniku, a osnovali su ga Varešani. U skupini entuzijasta koja je osnovala klub je Mladen Miletović koji danas živi i radi u Petrinji. 
Ime je dobio po srednjovjekovnom gradu Bobovcu kod Vareša. Svoju prvu utakmicu KNK Bobovac odigrao je u Međugorju s Hrvatskim dragovoljcem iz Zagreba, a zatim su gostovali u Sisku gdje su igrali s najstarijim hrvatskim nogometnim klubom Segestom. Utakmica je odigrana 25. veljače 2009. Među razlozima bio je i taj što je u okolici Sunje selo Bobovac čiji su stanovnici izravni potomci Bobovčana pokraj Vareša.
Trenutačno igraju u B županijskoj ligi ŽSB, a mlađi uzrasti igraju u županijskim ligama ŽSB.